# QWERTZ

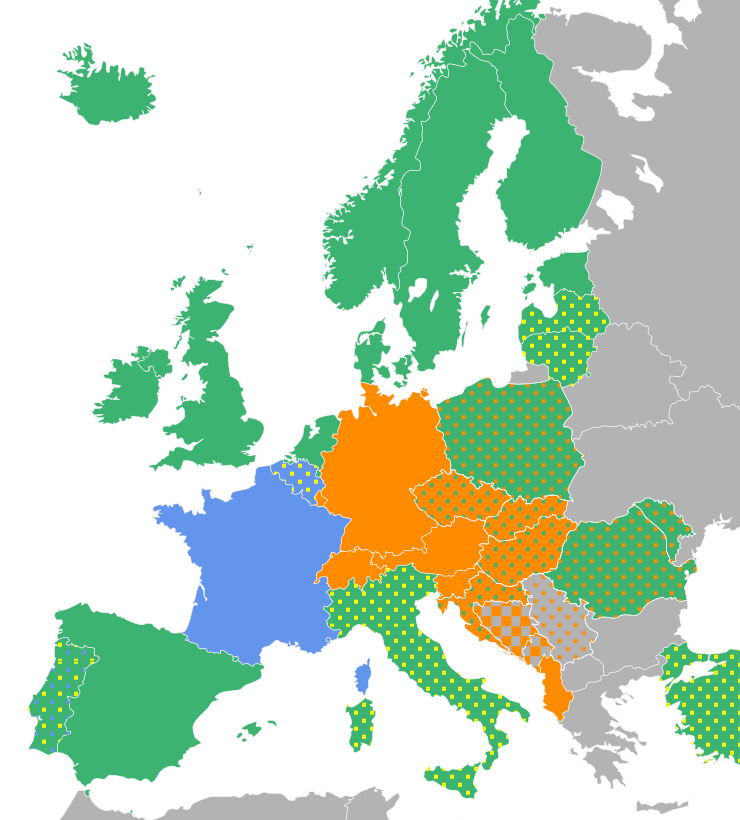
Distribuição geográfica de teclados na Europa:
QWERTZ
QWERTY
AZERTY
Layout nacional (FGĞIOD da Turquia, ŪGJRMV da Letônia e ĄŽERTY da Lituânia)
Alfabeto Não-Latino

QWERTZ é um layout de teclado normalmente usado em regiões de língua alemã. O nome vem das primeiras seis letras ao topo do teclado: Q, W, E, R, T, e Z.
Difere do plano QWERTY trocando o Z e Y entre si, isso porque a letra Z é uma mais usada que o Y em alemão além de T e Z aparecerem frequentemente próximo a um do outro no idioma alemão. Parte do teclado é adaptado para incluir caracteres locais, como ö, ä, e ü.
Existem modelos baseados no QWERTZ alemão, como o italiano, partes da língua francesa da Suíça, e na maioria dos países da Europa Oriental e Central que usam o alfabeto latino, com a exceção da Estônia e Lituânia.
Um layout de teclado QWERTZ também é conhecido por kezboard (não possui tradução para o Português). Esse apelido é dado porque, da forma como a palavra "keyboard" ("teclado", em inglês) é digitada em um teclado QWERTY, no QWERTZ, a sequência irá gerar a palavra "kezboard". O mesmo também é válido do teclado QWERTZ para o QWERTY.[carece de fontes?]